# 濱海福斯
滨海福斯（法語：Fos-sur-Mer，法語發音：[fɔs syʁ mɛʁ]），法国东南部城市，普罗旺斯-阿尔卑斯-蓝色海岸大区罗讷河口省的一个市镇，隶属于伊斯特尔区，其市镇面积为92.31平方公里，2022年1月1日时人口数量为15,694人，在法国市镇中排名第628位（2021年）。
滨海福斯位于罗讷河口省西部，地中海滨，是一个区域性的中心城市，也是马赛国际港口的组成部分，因其境内的大型炼油厂及深水集装箱码头而闻名。

## 地名来源
“Fos”一名转写自“Fossae”，其对应的现代法语为“Fosses”，和当地的一处水道有关；“-sur-Mer”这一后缀自1888年起成为当地官方名称的一部分。
滨海福斯所处区域历史上曾通行奥克语普罗旺斯方言，“Fos-sur-Mer”在奥克语维基百科条目（2025年1月版本）中对应的拼写为“Fòs”，在同语言的Openstreetmap中则被标记为“Fòs (de Mar)”。

## 历史

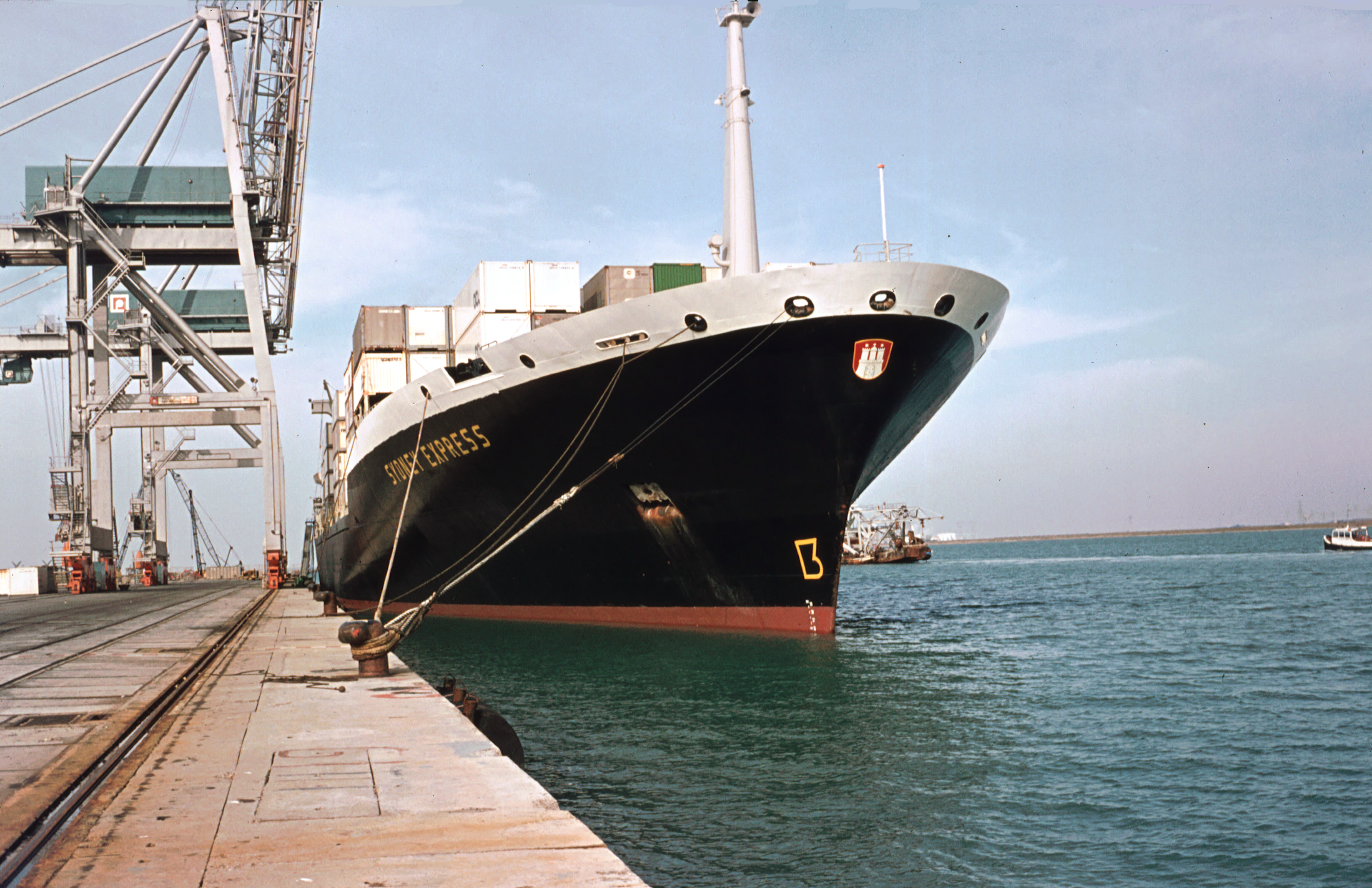
滨海福斯港口停靠的一艘邮轮（1976年）

滨海福斯的早期历史尚不清楚。根据当地官方网站的论述，公元前一世纪时，盖乌斯·马略率领三万人兵团驻扎滨海福斯以参与辛布里战争，他们在此开辟了一条联通罗讷河的水道。中世纪中期，福斯地区的一处高地上修建了城堡，当地的圣索沃尔教堂最初于923年被记载。法国大革命后，福斯成为罗讷河口省的一个市镇，并在1793至1801年间为该省的一个县治。1866年，福斯的部分区域被划入新设立的布克港。1904年，滨海福斯西部的部分区域被划出用于组建新市镇罗讷河畔圣路易港。1915年，途经滨海福斯的铁路线建成通车。二十世纪60年代，法国政府在滨海福斯修建大型炼油厂及深水港口，滨海福斯人口数量快速增加，当地吸引了大批原法属殖民地移民。滨海福斯警官学校（École de police de Fos-sur-Mer）于1978年创建，后于2011年关闭。2018年，滨海福斯商业中心建成。

## 地理

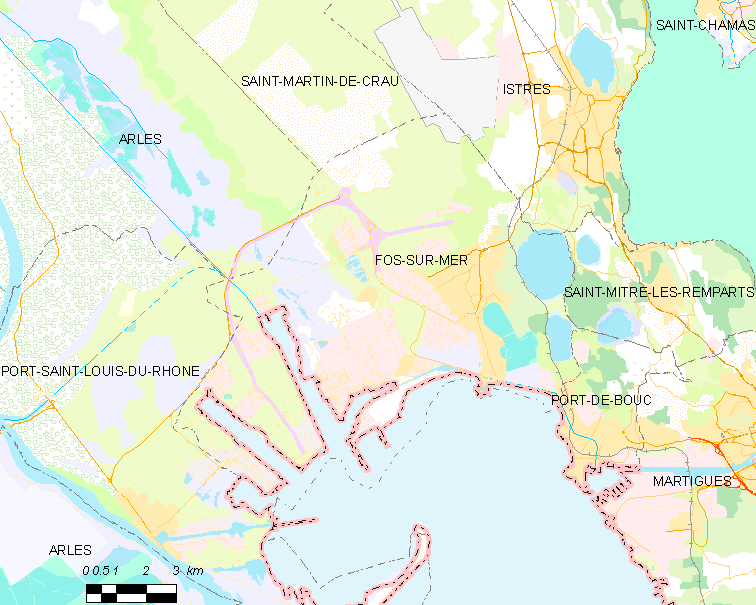
滨海福斯市镇范围地图

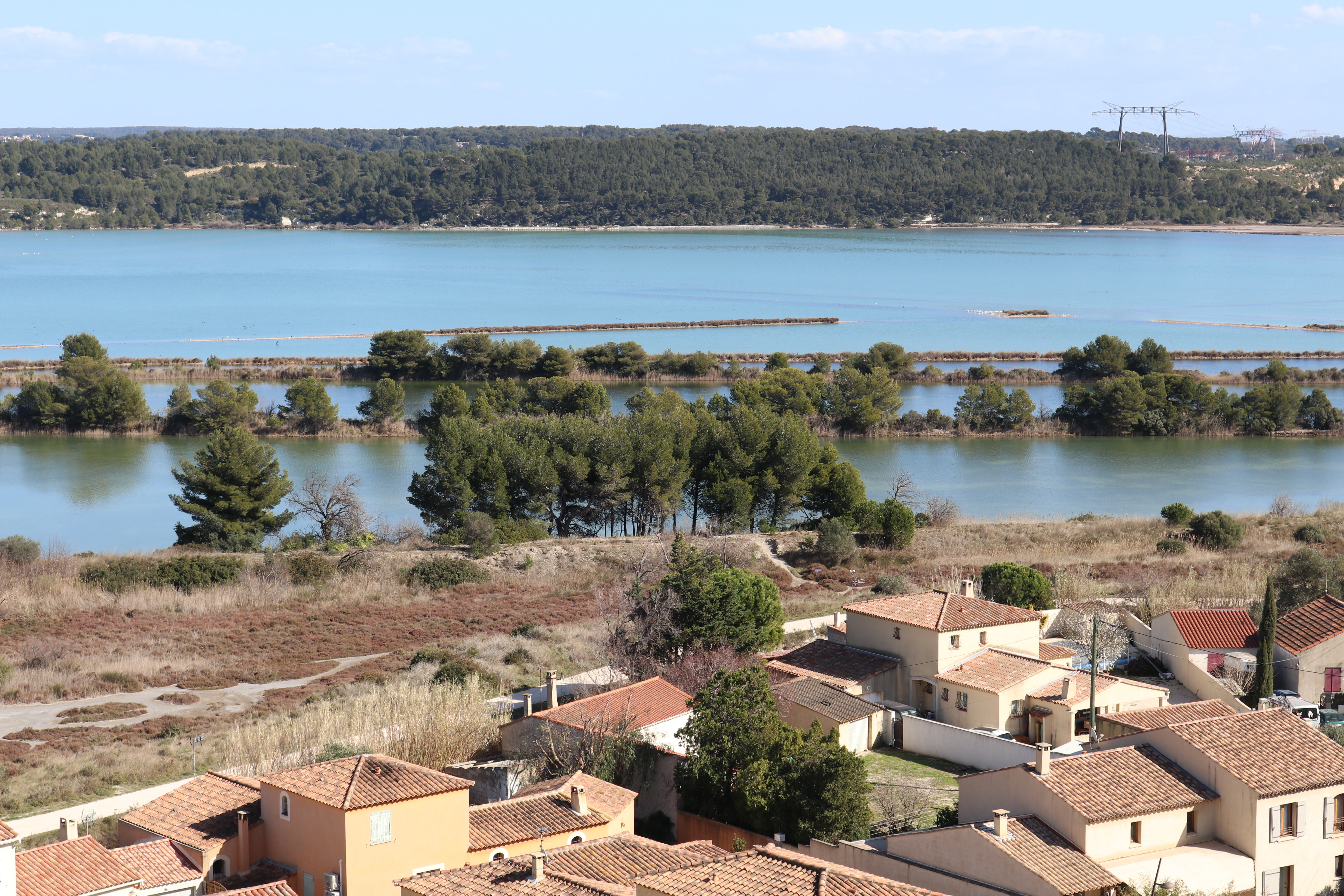
埃斯托马克湖

滨海福斯位于法国东南部，普罗旺斯-阿尔卑斯-蓝色海岸大区西南部和罗讷河口省西部，距离省会马赛大约50公里。与滨海福斯接壤的市镇包括：阿尔勒、伊斯特尔、布克港、罗讷河畔圣路易港、圣马丹德克罗和圣米特尔莱朗帕尔。

### 地形
滨海福斯位于卡马格滨海边缘地带，境内以平原为主，市镇中心地势较为平坦，莱斯托马克湖东岸有一处南北走向的条状丘陵，全境海拔在-10到43米之间。

### 水文
阿尔勒—布克运河的沿着滨海福斯的海岸线向东南和西北两侧延伸，该河与罗讷河干流连通；此外滨海福斯境内还有多处潟湖，包括莱斯托马克湖、拉瓦尔迪克湖、昂格勒尼耶湖等。

### 植被
滨海福斯属于温带阔叶混交林区，林地多分布于水域附近及坡地地带，环湖公园（Parc du tour de l'Étang）是当地的一处城市绿地，市镇西部有大片湿地沼泽分布，但因工业发展而部分遭到破坏。
在鲜花城市的评比中，滨海福斯被评为3星级鲜花城市。

### 自然灾害
滨海福斯的地震危险度等级为3级，属于中等危险；氡辐射等级为1级，属于低危险。1982至2024年间，滨海福斯境内共发生11次有记录的自然灾害，其中7次洪涝，3次干旱。

### 气候
滨海福斯在柯本气候分类法中属于地中海气候（Csb）。

## 行政区划
滨海福斯的市镇编号为13039，邮政编号为13270。
在行政管理方面，滨海福斯隶属于法国普罗旺斯-阿尔卑斯-蓝色海岸大区罗讷河口省伊斯特尔区；在地方选举方面，滨海福斯隶属于伊斯特尔县，其市镇范围全境被划入罗讷河口省第十三选区；在社会管理方面，滨海福斯是艾克斯-马赛普罗旺斯都会区的组成部分。
截至2025年1月，滨海福斯市镇范围内暂无任何城市敏感街区及城市政策优先街区。
法国国家统计与经济研究所（简称“INSEE”）在进行数据统计时，将滨海福斯及相邻的另外49个市镇设为马赛-普罗旺斯地区艾克斯城市核心区，并将包括滨海福斯在内的周边共115个市镇划为马赛-普罗旺斯地区艾克斯城市辐射区。此外，INSEE还将滨海福斯市镇分为了8个“块区”（IRIS），以便于统计人口分布情况。

## 交通

### 公路
法国国道N568线、N569线和罗讷河口省省道D268线在滨海福斯境内交汇。
2021年，86.2%的滨海福斯家庭拥有至少一辆私人汽车。2023年，滨海福斯境内共发生各类交通事故13起，造成1人遇难，23人受伤。
| 13 | 24 |

|  | 12 |

| 马赛 | 51 |

| 马蒂格 | 14 |

| 普罗旺斯地区萨隆 | 29 |

| 伊斯特爾 | 10 |

| 阿尔勒 | 41 |

| 米拉马斯 | 17 |

### 铁路
滨海福斯位于米拉马斯—莱斯塔克铁路上。滨海福斯站位于滨海福斯市区东南端，停靠往返于马赛和米拉马斯一线的区域列车，部分班次可直通阿维尼翁。

### 航空
滨海福斯距离马赛普罗旺斯机场的公路里程大约38公里。

### 港口
滨海福斯是马赛深水港口的组成部分。

### 城市公共交通
滨海福斯是尤利西斯公交路网（商业名称为“Ulysse”）的服务覆盖范围，后者是都会交通网的组成部分。截至2025年1月，该公交路网共包括数十条公交线路，其中公交1路、1bis线、4路、5路以及数条校车线路经过了滨海福斯市区。

## 政治

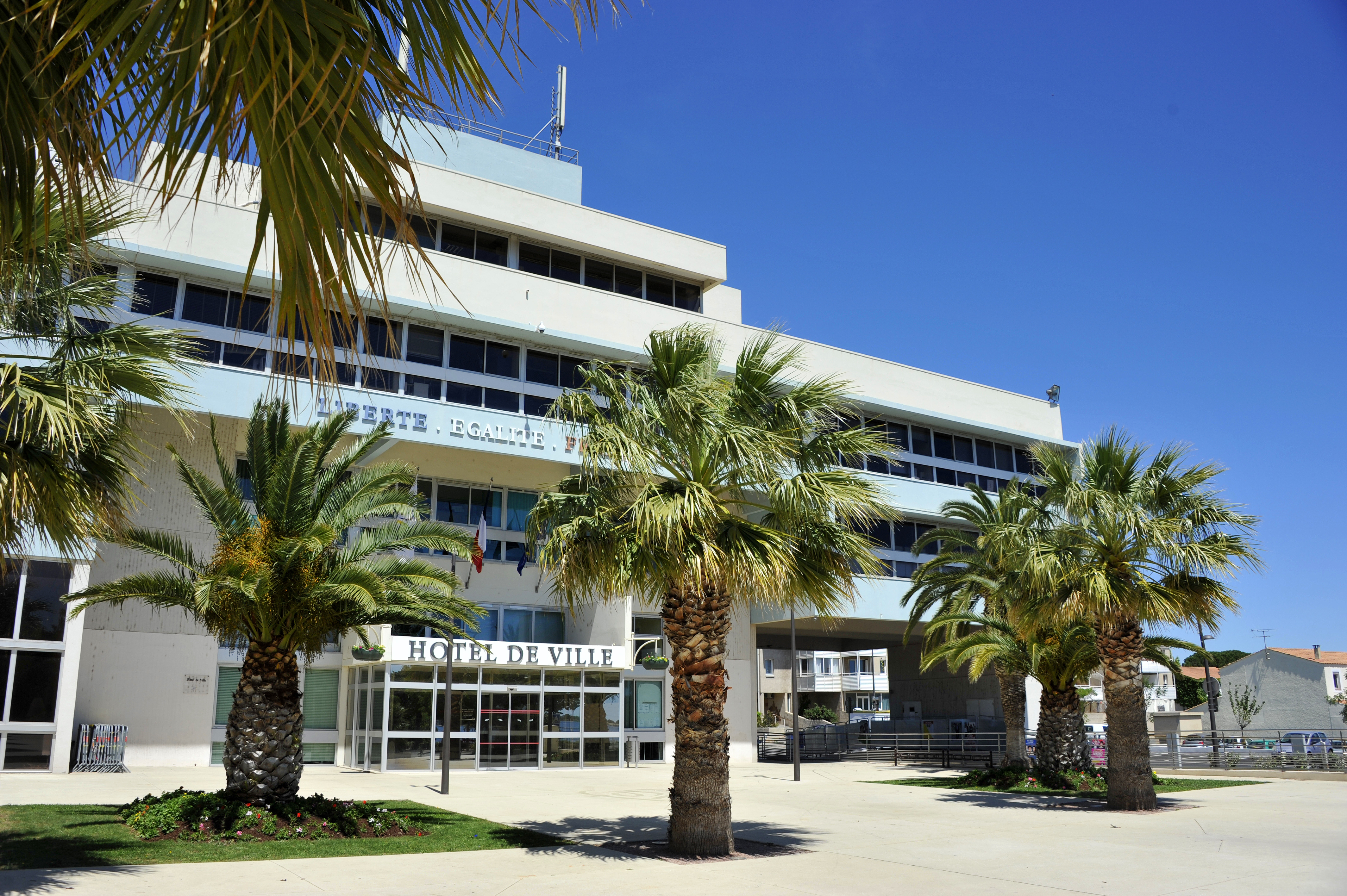
滨海福斯市政厅

滨海福斯的现任市长为勒内·雷蒙迪先生（René RAIMONDI），他是一名左翼无党派人士，自2022年9月起担任市长职务；其前任为让·黑奇先生（Jean HETSCH），他也是一名左翼无党派人士，在2020年的市政选举中获得了58.49%的支持率，他于2022年9月12日在任期内因病逝世。
在2022年的法国总统大选的第二轮选举中，法国极右翼政党国民阵线主席玛丽娜·勒庞在滨海福斯获得了68.00%的支持率。

## 人口
2021年，滨海福斯市镇人口数量为15,469，在法国排名第628位。其中男性7,463人，女性8,006人，75岁及以上人口占7.1%，外籍人口数量为479人，人口密度为168人/平方公里，当地居民被称为（男性）或（女性）。2015至2021年间，滨海福斯的人口增长率为–0.4%。2022年，滨海福斯境内出生166人，死亡人口132人。
| 滨海福斯1901年－2022年人口变化情况 |
|                                    |
| 数据来源：Cassini、INSEE           |

## 经济

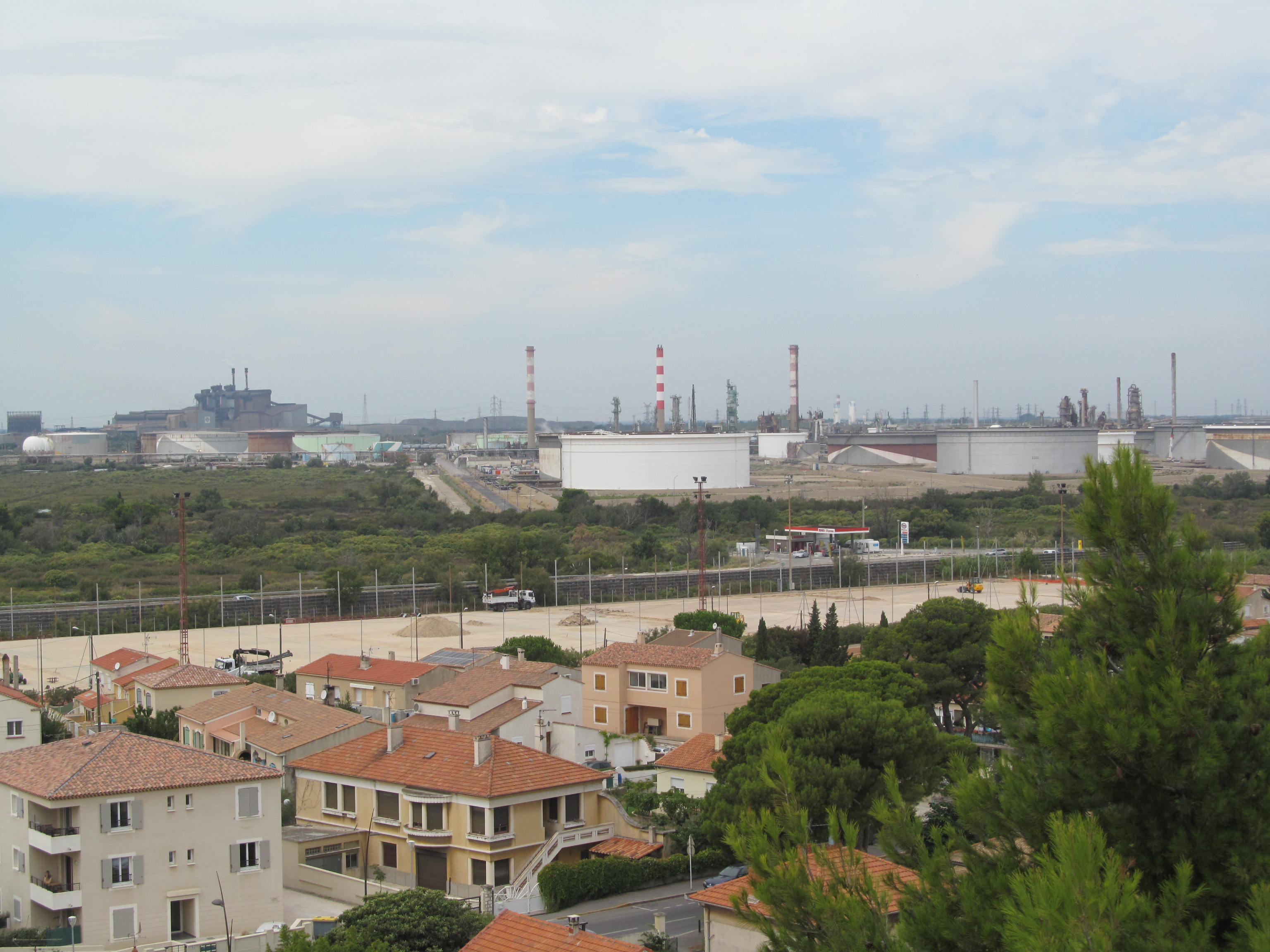
远眺滨海福斯境内的化工厂

INSEE于2020年将滨海福斯划入马蒂格-萨隆就业区（Zone d'emploi de Martigues-Salon），并又于2022年将其划入伊斯特尔生活区（Bassin de vie d'Istres）。截至2022年底，滨海福斯市镇范围内共有活跃企业561家，其中67.0%的员工总数在9人及以下；按照产业分类，当地一、二、三产业占比分别为0.5%、27.4%和72%。（化工制造）、（钢铁）及（港口运输）是当地2022年已公布营业额最高的三个企业，分别为896,545,444欧元、214,104,128欧元和116,762,801欧元。

## 财政与居民收入
2023年，滨海福斯的财政收入总额为66,926,980欧元，财政支出总额为65,433,680欧元，当年的债务总额为14,590,990欧元。2023年，滨海福斯市镇通过增值税获得1,630,660欧元的收入，此外当地还共获得了90,450欧元的国家直接财政补助。
| 濱海福斯居民收入情况                             | 濱海福斯居民收入情况 | 濱海福斯居民收入情况 | 濱海福斯居民收入情况 |
| 内容                                             | 濱海福斯             |                      | 法國                 |
| ------------------------------------------------ | -------------------- | -------------------- | -------------------- |
| 居民平均时薪                                     | 17.1欧元（2022年）   | 17.1欧元（2022年）   | 17欧元（2022年）     |
| 高级职员人均时薪                                 | 25.7欧元（2022年）   | 27.8欧元（2022年）   | 29.1欧元（2022年）   |
| 中级职员人均时薪                                 | 19.6欧元（2022年）   | 17.2欧元（2022年）   | 16.6欧元（2022年）   |
| 普通职员人均时薪                                 | 12.2欧元（2022年）   | 12.1欧元（2022年）   | 12.1欧元（2022年）   |
| 工人人均时薪                                     | 15.6欧元（2022年）   | 12.8欧元（2022年）   | 12.5欧元（2022年）   |
| 贫困率                                           | 11%（2021年）        | 18.5%（2021年）      | 14.5%（2021年）      |
| 青壮年（15至64岁）失业率                         | 12.4%（2021年）      | 12.6%（2021年）      | 10.4%（2021年）      |
| 家庭总数                                         | 6,644（2022年）      | 7,304（2022年）      | 1,160（2022年）      |
| 征税家庭数量占比                                 | 46.9%（2023年）      | 53.2%（2022年）      | 44.8%（2022年）      |
| 家庭年均纳税                                     | 2,671欧元（2023年）  | 4,268欧元（2022年）  | 4,481欧元（2022年）  |
| 资料来源：INSEE、L'Internaute、Le Journal du Net |                      |                      |                      |

## 社会事务

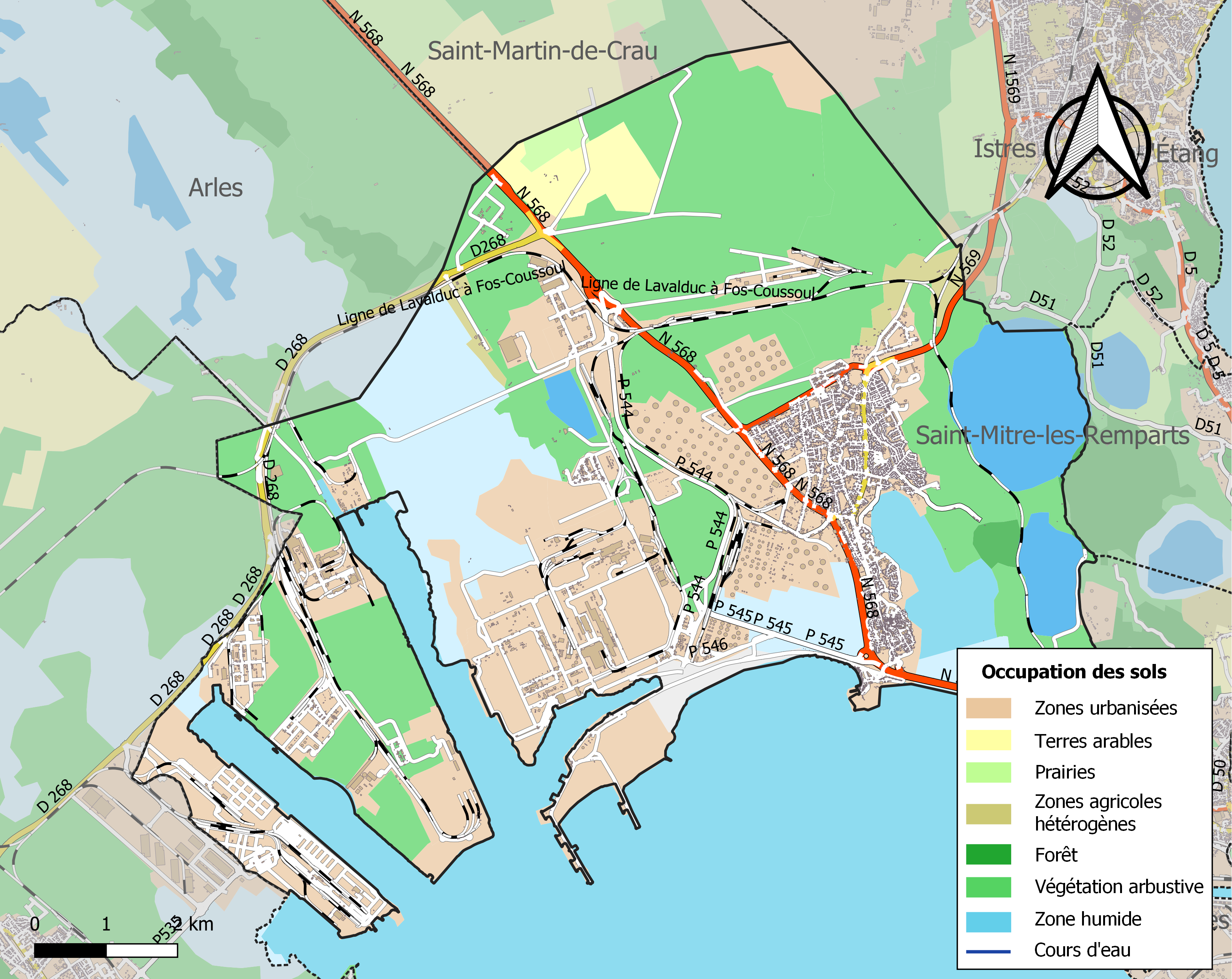
滨海福斯土地利用情况地图

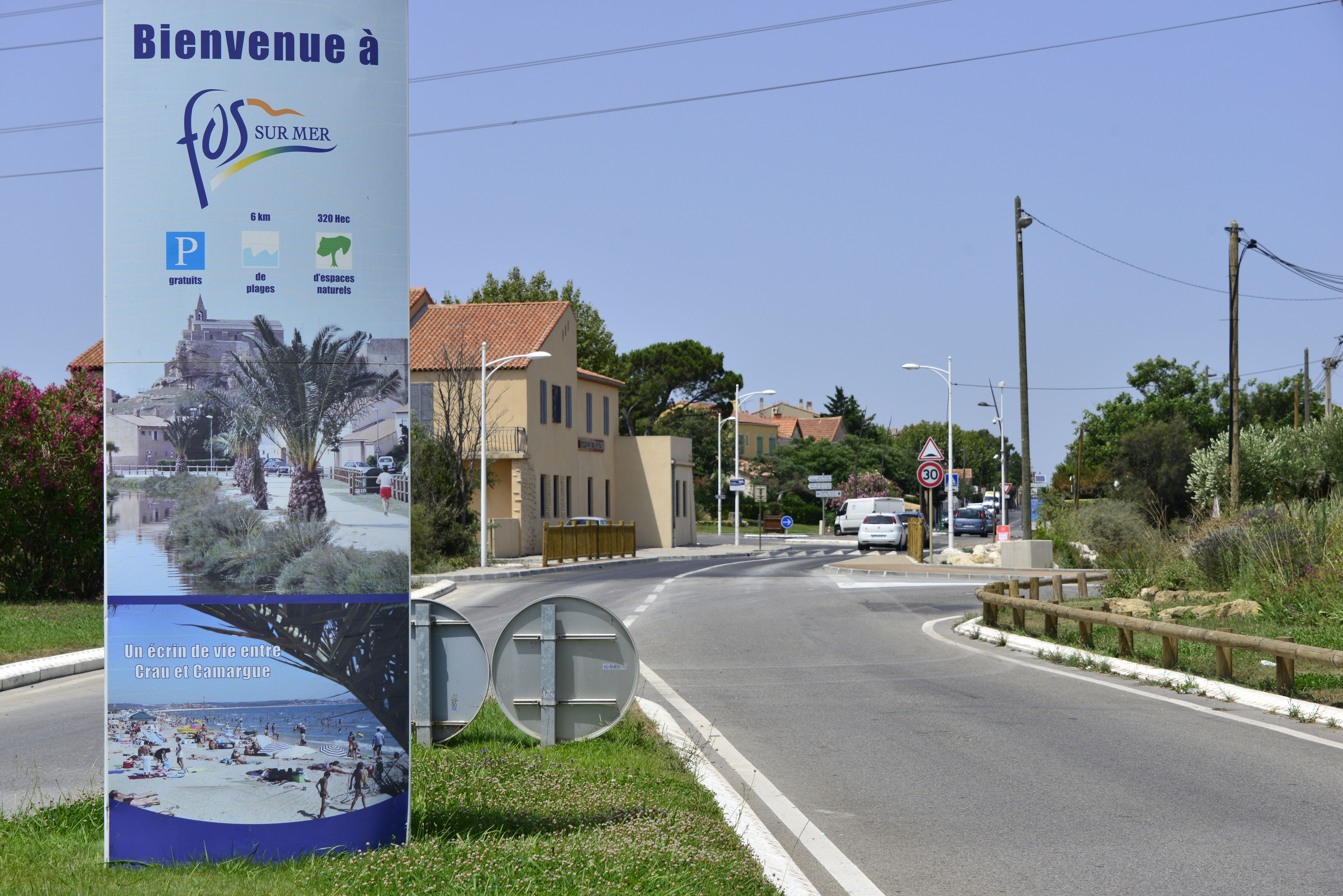
让·饶勒斯大街

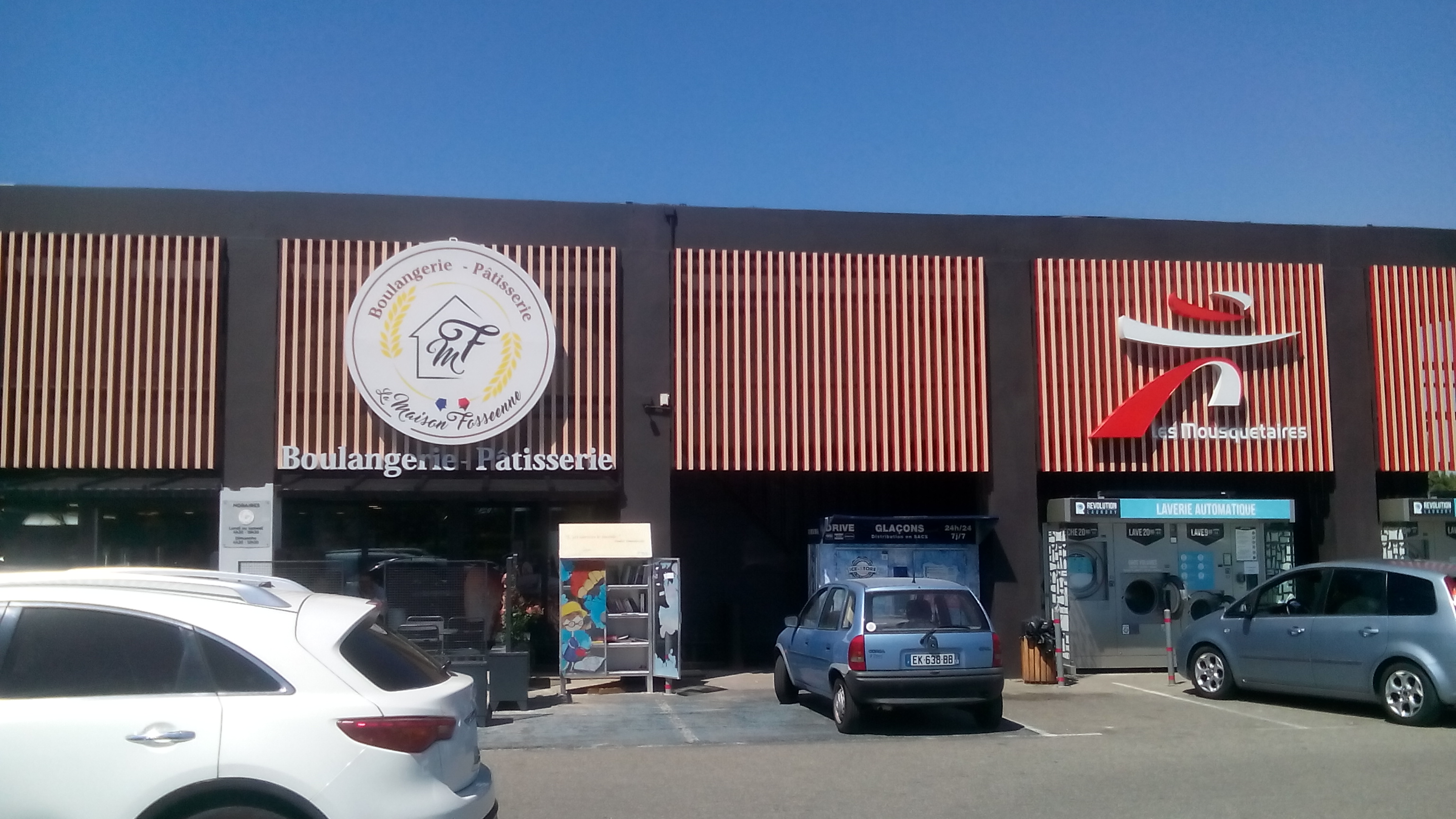
Intermarché商场

### 教育
滨海福斯属于艾克斯-马赛学区。截至2023年1月1日，滨海福斯境内共有5所幼儿园、5所小学和1所初级中学。 2022至2023学年度，滨海福斯境内共有在校中等教育阶段学生818名。

### 医疗
截至2023年1月1日，滨海福斯境内共有全科医生16名、保健师9名、牙医4名、护士24名、儿科医生1名、药房5家、养老院1家、残疾人帮扶中心1家。
距离滨海福斯最近的区域性医疗机构为马蒂格中心医院（Centre Hospitalier de Martigues），其主病区莱拉耶特医院（Hôpital des Rayettes）位于马蒂格市区西侧，距离滨海福斯市区的正常车程大约15分钟，该院设有床位290个，是伊斯特尔区规模最大的公立综合性医院。

### 住房
2021年，滨海福斯境内共有各类住房6,983套，其中69.9%为独立式住宅，29.8%为集中式住宅。常住房屋占滨海福斯市镇范围内居民建筑总量的92.8%。2023年，滨海福斯的居住税率为0.01%，不动产税率为41.55%。
在住房保障政策方面，2023年，滨海福斯境内共有2,975户家庭获得了家庭津贴补助，受益人数占总人口数量的19.2%，其中975份为房租补助。

### 商业
2021年，滨海福斯境内共有各类实体商铺396家，其中餐厅65家、大型超市4家、杂货店4家、面包房11家、肉铺5家、书店3家、银行门店6家、美容美发店20家、汽车维修店37家。滨海福斯镇中心建有Aldi和Lidl超市，市区北侧建有一家Intermarché卖场。

### 体育
2023年，滨海福斯境内共有1家游泳池、4间体育馆、1座综合体育场、3处网球场以及5处足球或橄榄球场。
滨海福斯因篮球而闻名，福斯普罗旺斯篮球俱乐部成立于1972年，其主队2024至2025赛季参加法国篮球乙组联赛，是普罗旺斯地区水平级别最高的篮球俱乐部之一。
截至2025年1月，福斯体育之星（Étoile Sportive Fosséenne，编号503061）是滨海福斯境内唯一的一家注册足球俱乐部，该俱乐部成立于1909年，其主队2024至2025赛季参加法国全国丙组联赛（法国第五级别），其主场为沼泽地球场（Stade des Marais）。

### 环境
滨海福斯的环境事务由其所属的艾克斯-马赛普罗旺斯都会区联合各级政府协调负责。2021年，滨海福斯境内共有27家污染企业。

### 治安
2021年，滨海福斯市镇范围内共有1处派出所。
2023年，滨海福斯市镇范围内累计记录各类案件658起，其中盗窃类案件306起，人身侵犯类案件202起，毒品交易类案件18起。

## 文化

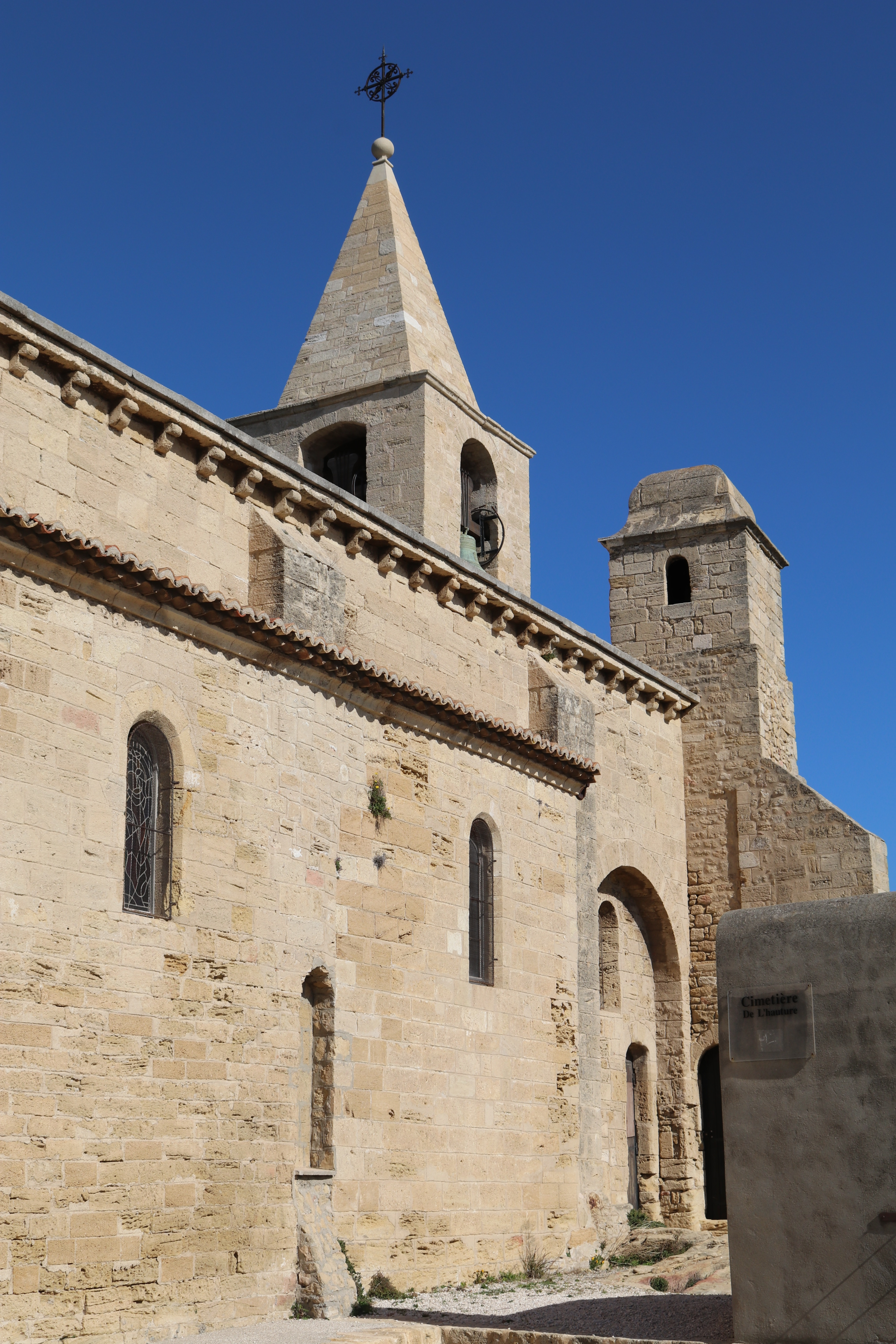
圣索沃尔教堂

2023年，滨海福斯境内共有1家剧场和1家电影院。滨海福斯境内建有多媒体中心（Médiathèque），每周二、三、五、六向公众开放。

### 建筑
滨海福斯境内共有4处建筑被列入法国国家文物保护单位，包括圣索沃尔教堂、滨海圣母小教堂（Chapelle Notre-Dame-de-la-Mer）等。

### 旅游
滨海福斯的旅游事务由其所属的艾克斯-马赛普罗旺斯都会区联合各级政府协调负责。2024年，滨海福斯境内共有5家酒店共计169间房间。

### 媒体
法国主要的媒体均可在滨海福斯接收，法国电视三台下属的普罗旺斯-阿尔卑斯-蓝色海岸大区频道在部分时段播出滨海福斯所在罗讷河口省的地方新闻。Ici普罗旺斯广播、卡马格广播、《普罗旺斯报》、《马赛人报》等是当地主要的地方性媒体。

## 友好城市
截至2025年1月，滨海福斯共与两座城市建立了友好城市关系：
- 毛里塔尼亚 塞利巴比
- 塞内加尔 Hann Bel-Air